# Plaza de Navarro Rodrigo
La plaza de Navarro Rodrigo se encuentra en la ciudad española de Alicante, en el histórico barrio de Benalúa, y debe su nombre al político y escritor alicantino Carlos Navarro Rodrigo.

## Historia
En 1883 fue constituida la «Sociedad de los Diez Amigos», bajo la presidencia de José Carlos de Aguilera, marqués de Benalúa, quien daría nombre al nuevo barrio que fundado por la sociedad y por iniciativa privada en los terrenos donados por los «Diez Amigos». El 23 de junio de 1887 esta sociedad acordó dedicar la plaza principal del barrio a Navarro Rodrigo, que ocupó un espacio libre de una manzana completa, originándose una las plazas más amplias de la ciudad, de 120 × 70 metros. En 1919 fue instalado un templete de música que originalmente había sido levantado en el paseo de los Mártires —actual Explanada de España—, frente al edificio del Casino de Alicante. Este templete fue el único elemento urbano con el que estuvo dotada la plaza, que durante años mostraba un abundante arbolado, con eucaliptos, pinos y acacias. Ya en la década de 1960 el templete fue desmantelado y el espacio libre resultante fue usado como pista de patinaje. La plaza fue remodelada completamente en 1966, pavimentando el suelo y colocando una fuente luminosa, juegos infantiles y mobiliario urbano.